# Andrena sexguttata
Andrena sexguttata är en biart som beskrevs av Morawitz 1877. Andrena sexguttata ingår i släktet sandbin, och familjen grävbin. Inga underarter finns listade i Catalogue of Life.